# FCルッゲル
FCルッゲル（Fußball Club Ruggell）は、リヒテンシュタイン・ルッゲルのサッカークラブ。リヒテンシュタインには全国リーグが存在しないため、越境してスイスリーグに参加している。2013-14シーズンは3.リーガ（7部相当）に所属。
クラブは1958年に創設された。FCトリーゼンベルクと共に、リヒテンシュタインのクラブでは、タイトル獲得経験がないが、リヒテンシュタイン・カップでは6回決勝に駒を進めている。しかし、6回とも敗れて準優勝に終わっている。

## タイトル
- なし